# Can Filaire
Can Filaire, també coneguda com Can Filaina és una masia de Montcada i Reixac (Vallès Occidental) inclosa a l'Inventari del Patrimoni Arquitectònic de Catalunya.

## Descripció
Antiga casa rural de Can Filaire, d'estructures senzilles ben conservades. A la façana hi ha diferents obertures que, tant a la planta baixa com al pis, obeeixen a disposicions desiguals. A la planta baixa hi ha entrades rectangulars. Al pis hi ha petites finestres rectangulars amb ampit. A primer terme de la fotografia i tocant al portal d'entrada, es conserva un contrafort. La coberta és a dos vessants però a diferents alçades i llargària d'inclinació. Presenta teules àrabs.

## Història
Aquesta casa rural està ubicada prop del Camí Vell de la Vallensana (Camí Iber). Els primers estadants eren pagesos dels conreus del Pla de Reixac, malgrat que una de les principals funcions era la neteja dels boscos per a fer carbó.
"Filaire" mot derivat pel treball de filar, feina a la qual es dedicaven les dones de la casa. Sembla que la casa podria datar del 1720.
Casa pairal i masoveria del llinatge Colomer o Colomé de Montcada i Reixac, van heretar el sobrenom o motiu de Can Filaina.
Actualment, és propietat de la Família Valentí, important família d'orfebres i joiers des del segle xix a Barcelona, que va fer construir en els terrenys que l'envolten la seva casa d'estiueig, coneguda com a Torre Valentí, obra de l'arquitecte Josep Graner, i altres edificis annexos.